# Fano (Gijón)
Fano es una parroquia del concejo asturiano de Gijón, en España. Pertenece a su Distrito Rural.

## Demografía
En 2008 tenía una población de 215 habitantes y en 2022 de 232.

## Situación y geografía
Fano está situada al sureste del concejo de Gijón, marcando el límite meridional con el concejo de Siero, concretamente con las parroquias de La Collada y Muñó, por el oeste limita con Lavandera, con Caldones al norte y finalmente con Valdornón por el este. Con una extensión de 4,5 km², los dos elementos geográficos que definen la configuración del paisaje y la distribución del poblamiento de la parroquia son el monte de Fano, dominado por el pico Juín (439 m) y el arroyo Meredal (aguas abajo del río Piles).

## Toponimia
El filólogo Ramón d'Andrés Díaz recoge en su obra Diccionario toponímico del concejo de Gijón dos hipótesis para explicar el nombre de la parroquia:
- De acuerdo con la primera, el topónimo podría provenir de la palabra asturiana fanu, masculino de fana. En este caso el masculino expresaría algo más pequeño que el femenino, de manera que fanu significa "fana pequeña" (esto es, un pequeño desprendimiento de tierra, un pequeño terreno donde se producen desprendimientos, o una pequeña zona con mucha pendiente).

- Según la segunda hipótesis, que Ramón d'Andrés Díaz estima más creíble, la denominación de Fano podría derivar de la palabra latina fanum (pequeño templo que se construía a la orilla de un camino).

## Barrios
- La Cuadra: Es el barrio más poblado y se localiza al norte de la parroquia, encontrándose la mayoría de sus casas al oeste de la carretera AS-248 y en la vertiente oriental del Monte Fano.
- Fano: Se localiza en el centro oeste y es atravesado por la carretera AS-248, en este barrio se encuentra la Iglesia de San Juan Evangelista con su cementerio, el parque infantil y el centro social en las antiguas escuelas de Fano.
- Carcedo (Carceo en asturiano): Se sitúa en el centro-oeste de Fano, en la falda del “Picu'l Juin”.
- Zalce: Se localiza al sur de la parroquia, haciendo frontera con el concejo de Siero (La Collada y Muñó), resguardado por la Peña de Huergo por el sur y por la Peña Carbonera y el Xigal por el oeste.

## Fiestas
- La Candelera: Se celebra el día 2 de febrero o el domingo siguiente. Se hace una misa con procesión, a continuación se realiza una subasta
- San Lorenzo: 10 de agosto (en el domingo anterior o posterior, según convenga). La fiesta grande de la parroquia con tres días de romería de sábado a lunes que es el día grande de la fiesta.
- Santa Lucía: Se celebra el 13 de diciembre, consta de misa y procesión de la Santa.
- San Juan Evangelista: Es el patrono, se celebra el 27 de diciembre o el domingo más cercano con solemne función religiosa en la iglesia de San Juan.